# Jana Kulan
Jana Kulan (née Matiašovská Ağayeva) est une joueuse de volley-ball azérie d’origine slovaque née le 7 juillet 1987 à Bratislava. Elle mesure 1,95 m et joue au poste de réceptionneuse-attaquante. Elle totalise 8 sélections en équipe d'Azerbaïdjan. 

## Clubs
| Club                        | De        | À         |
| --------------------------- | --------- | --------- |
| Slavia UK Bratislava        | 2000-2001 | 2004-2005 |
| University of Louisville    | 2005-2006 | 2008-2009 |
| Ouralotchka NTMK            | 2009-2010 | 2009-2010 |
| Azerrail Bakou              | 2010-2011 | 2010-2011 |
| Azəryolservis               | 2011-2012 | 2011-2012 |
| Hyundai Suwon               | 2012-2013 | 2012-2013 |
| Azəryol VK                  | 2013-2014 | 2013-2014 |
| Atom Trefl Sopot            | juin 2014 | déc 2014  |
| Çanakkale Belediye          | 2014-2015 | 2014-2015 |
| Beijing Volleyball          | 2015-2016 | 2015-2016 |
| Balıkesir BBSK              | jan 2016  | mai 2016  |
| Çanakkale Belediye          | 2016-2017 | 2016-2017 |
| Beylikdüzü Voleybol İhtisas | 2017-2018 | 2017-2018 |
| Toray Arrows                | 2018-2019 | …         |

## Palmarès

### Équipe nationale
- Ligue européenne
  - Vainqueur : 2016.

### Clubs
- Coupe de la CEV
  - Finaliste : 2009.
- Challenge Cup
  - Vainqueur : 2011.
- Championnat de Slovaquie
  - Vainqueur : 2002.
- Championnat d'Azerbaïdjan
  - Finaliste : 2011.
- V Première Ligue
  - Finaliste : 2019.

### Distinctions individuelles
- Ligue européenne féminine de volley-ball 2016 : Meilleure serveuse